# Hablando de la libertad
«Hablando de la libertad» es una canción de la banda de Hard rock La Renga. Es la Pista número 11 del álbum Despedazado por mil partes, es la última en Insoportablemente vivo y En el ojo del huracán. Se ha convertido en el cierre de todos los recitales de dicha banda, y una de las canciones más importantes dentro de su mundo.

## Interpretaciones
La canción se relaciona mucho con el escritor peruano Carlos Castañeda. En especial con su libro Las enseñanzas de Don Juan. La libertad se opone al sometimiento del "sistema", evidenciado en la dependencia de las cosas materiales para la vida. En oposición a las cosas materiales propuestas por el "sistema", encontramos a la naturaleza.
Por otro lado, el narrador se siente alienado, ya que declara que quiere "encontrar (su) lado salvaje". Podría interpretarse a una opresión propia del superego generado por la cultura. Esto es así si seguimos la postura de la antropología actual, la cual indica no existe en realidad un comportamiento natural o salvaje del hombre. Entendiéndolo de esta forma, el "salvajismo" es librarse de toda barrera psicológica que le impida desarrollar su personalidad.